# Herb Kobylnicy
Herb Kobylnicy – symbol miasta i gminy Kobylnica, ustanowiony 3 maja 1995, ponownie 31 sierpnia 1999.

## Wygląd i symbolika
Herb przedstawia na tarczy z czarną obwódką, podzielonej w rosochę po lewej stronie dwa złote kłosy zboża, symbolizujące rolniczy charakter gminy, po prawej – złotego łososia (symbolizującego trocie w Słupi), a na górze – czerwoną głowę konia (nawiązującą do nazwy gminy). Pola dolne są koloru zielonego, a górne żółtego.